# Luca Contile
Luca Contile né à Cetona, province de Sienne, en 1505 ou 1507 et mort à Pavie le 28 octobre 1574 est un écrivain italien de la Renaissance.

## Biographie
Luca Contile naquit, en 1505 ou 1507, à Cetona, dans le territoire de Sienne. Il fit ses études, d’abord dans sa patrie, et ensuite à Bologne, où il demeura pendant sept ans. Il entra au service du cardinal Trivulce à Rome, et s’y lia d’amitié avec tous les savants et les littérateurs célèbres qui y étaient alors rassemblés ; mais peu satisfait des procédés du cardinal, il s’attacha, en 1542, à Milan, au marquis del Vasto, qu’il accompagna, en 1545, à la diète de Worms. Après la mort de ce grand protecteur des lettres, il resta, pendant deux ans, auprès de sa veuve Maria d’Aragona et du marquis de Pescaire, son fils aîné. On le voit ensuite attaché à don Ferdinand de Gonzague, gouverneur de Milan, envoyé par lui, en 1550, en Pologne, sans que l’on sache pour quel objet ; de là passant à la cour du cardinal de Trente, puis au service de Sforza Pallavicino, général des Vénitiens ; revenant enfin à Milan, chez le marquis de Pescaire, et, peut-être à sa recommandation, pourvu de l’emploi de commissaire du roi d’Espagne à Pavie, en 1562. Il y passa tranquillement les douze dernières années de sa vie. On remarque qu’il avait eu part à la création des académies, dans toutes les villes où il avait fait quelque séjour. Il vit naître à Rome l’académie de la Vertu, à Venise la célèbre académie vénitienne, et à Pavie celle qui prit le nom des Affidati. Il mourut à Pavie, le 28 octobre 1574.

## Œuvres
On a de lui :

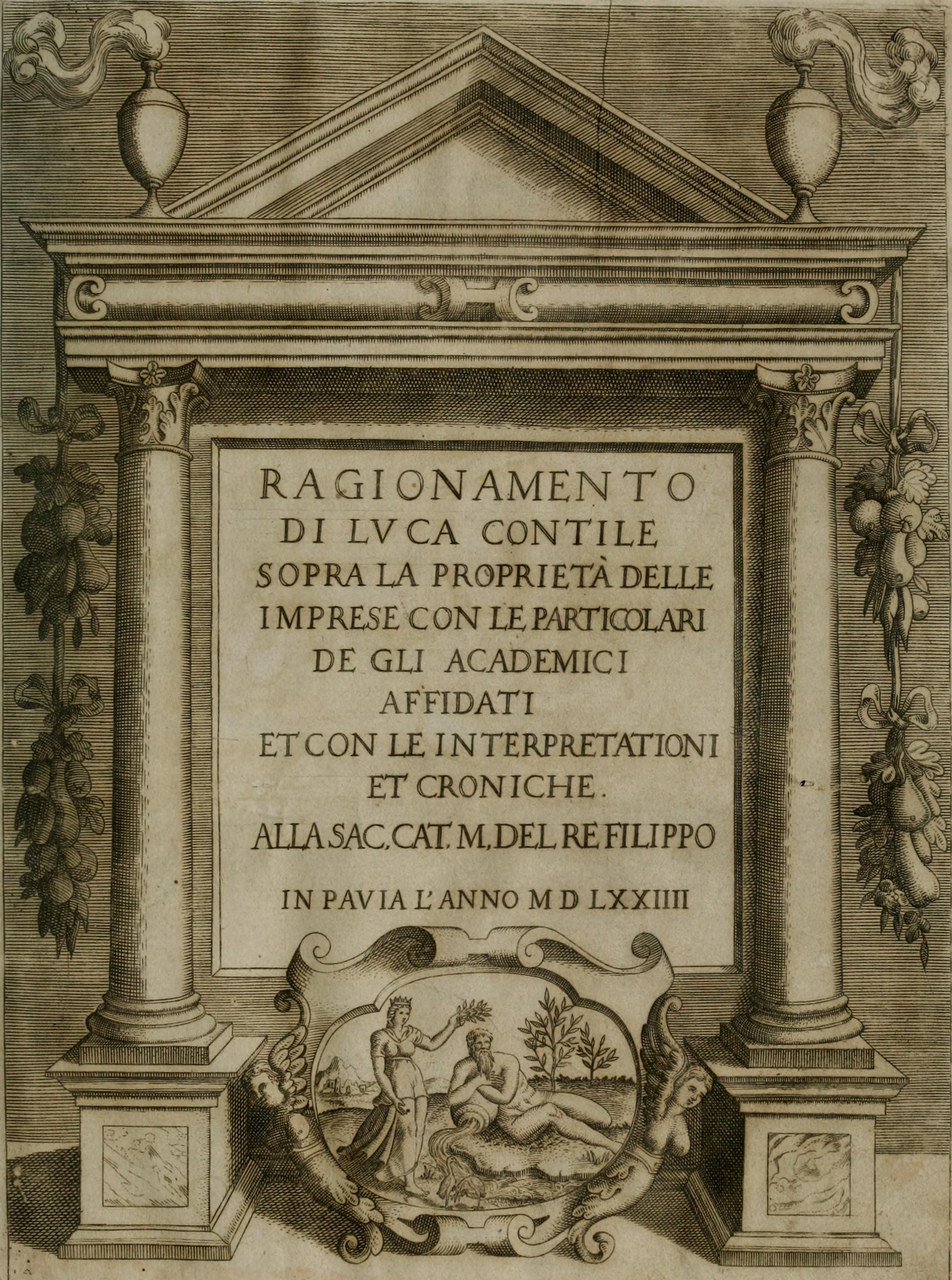
Ragionamento di Luca Contile sopra la proprietà delle imprese con le particolari de gli academici Affidati et con le interpretationi et croniche

- Istoria de’ fatti di Cesare Maggi da Napoli, dove si contengono tutte le guerre succedute nel suo tempo in Lombardia ed in altre parti d’Italia, Pavie, 1564, in-8°.
- Rime, divise in tre parti, con discorsi ed argomenti di M. Francesco Patritio et M. Antonio Borghesi, et con le sei canzoni dette le sei Sorelle di Marte, Venise, 1560, in-8°. Le 1er livre est consacré à la gloire et à la beauté de Giovanna d’Aragona, et de Vittoria Colonna, ancienne marquise de Pescaire ; le 2e est tout entier en l’honneur du marquis del Vasto, dont il déplore la perte, et le 3e roule sur différents sujets. Le discours et les arguments annoncés dans le titre contiennent des éloges un peu exagérés et des éclaircissements utiles. Cinq des canzoni appelées les Six Sœurs de Mars sont à la louange de cinq princes et guerriers italiens à qui elles sont adressées ; la sixième l’est à don Philippe d’Autriche, qui fut ensuite Philippe II.
- Un petit poème dramatique intitulé Nice, Naples, 1551, in-4°, dans lequel il loue allégoriquement la jeune Vittoria Colonna, sous le nom grec Nice, qui signifie Victoire.
- Trois comédies en prose : la Pescara, la Cesarea Gonzaga, et la Trinozzia, Milan, 1550, in-4°.
- Lettere, Pavie, 1564, 2 vol. in-8°.
- Ragionamento sulle imprese degli accademici Affidati, magnifiquement imprimé à Pavie, l’année même de sa mort, 1574, in-fol.
- On lui attribue une Istoria delle cose occorse nel regno d’Inghilterra dopo la morte d’Odoardo, Venise, 1558, in-4°.
- Il traduisit en italien la Bulle d’Or de Charles IV, imprimée à Venise la même année, 1558. Apostolo Zeno, dans ses Notes sur Fontanini, dit avoir vu, dans le musée impérial de Vienne, une belle médaille de bronze, frappée en l’honneur de Luca Contile ; son portrait et son nom y étaient gravés, et, sur le revers, une montagne au sommet de laquelle était une figure de femme, avec cette légende : Ardens ad æthera virtus.